# Denise Karbon
Denise Karbon (Bressanone, 16 agosto 1980) è un'ex sciatrice alpina italiana.
Specialista di slalom speciale e slalom gigante, è considerata una delle più grandi interpreti italiane di quest'ultima specialità, nella quale ha conquistato 6 vittorie in Coppa del Mondo, vinto il trofeo di specialità nel 2008 e ottenuto una medaglia d'argento e una di bronzo in due edizioni dei Campionati mondiali.
È cugina di Peter Fill, a sua volta sciatore alpino di alto livello.

## Biografia

### Stagioni 1996-2002
Altoatesina di lingua tedesca e originaria di Castelrotto attiva in gare FIS dal dicembre del 1995, la Karbon esordì in Coppa Europa il 7 dicembre 1997 a Piancavallo in slalom speciale e in Coppa del Mondo il 6 gennaio 1998 a Bormio in slalom gigante, in entrambi i casi senza completare la prova. Nel 1999 ottenne il primo successo internazionale, vincendo la medaglia d'oro nello slalom gigante ai Mondiali juniores di Pra Loup/Le Sauze.
L'11 febbraio 2000 ottenne ad Abetone in slalom speciale il suo primo podio in Coppa Europa (2ª); debuttò ai Campionati mondiali a Sankt Anton 2001, dove non concluse né lo slalom gigante né lo slalom speciale, e ai Giochi olimpici invernali a Salt Lake City 2002, dove fu 14ª nello slalom gigante e non concluse lo slalom speciale.

### Stagioni 2003-2007
Il 28 dicembre 2002 conquistò il primo podio in Coppa del Mondo, giungendo 3ª nello slalom gigante di Semmering; due mesi dopo vinse la medaglia d'argento nella medesima specialità ai Mondiali di Sankt Moritz, preceduta solo dalla svedese Anja Pärson; nello slalom speciale si classificò invece 27ª.
Il 13 dicembre 2003 colse la prima vittoria in Coppa del Mondo, sulle nevi dell'Alta Badia sempre in slalom gigante; ai XX Giochi olimpici invernali di Torino 2006 non concluse lo slalom gigante e il 13 marzo dello stesso anno ottenne ad Altenmarkt-Zauchensee nella medesima specialità il suo ultimo podio in Coppa Europa (2ª). Nel 2007 vinse la sua seconda medaglia mondiale, conquistando quella di bronzo nella rassegna iridata di Åre nella gara vinta da Nicole Hosp.

### Stagioni 2007-2009
Dopo quattro anni senza vittorie in Coppa del Mondo, infilò nella stagione 2007-2008 una serie di successi in slalom gigante: a Sölden il 27 ottobre, a Panorama il 24 novembre e a Lienz il 28 dicembre 2007. Poi, nel 2008, vinse a Špindlerův Mlýn il 5 gennaio e a Ofterschwang il 26 gennaio, ultimo successo della Karbon nel massimo circuito, nonostante una mano ingessata per la frattura del pollice. Nella gara di slalom gigante precedente, svoltasi a Maribor, era inoltre giunta 3ª: anche grazie a questi risultati vinse la Coppa del Mondo di specialità, prima italiana dalla vittoria di Deborah Compagnoni nel 1997.
La stagione 2008-2009 non fu ricca di successi come la precedente. In Coppa del Mondo conquistò solo un 2º posto, in slalom gigante a Maribor, e ai Mondiali di quell'anno, disputatisi a Val-d'Isère, la Karbon giunse per due volte 4ª mancando quindi la medaglia, entrambe le volte preceduta da Tanja Poutiainen: nello slalom gigante non salì sul podio per tredici centesimi, mentre in slalom speciale i centesimi furono solo tre.

### Stagioni 2010-2014
A Vancouver 2010, sua terza partecipazione olimpica, si classificò 23ª nello slalom gigante e 18ª nello slalom speciale. Nella successiva rassegna iridata, Garmisch-Partenkirchen 2011, restò ai piedi del podio giungendo ancora 4ª nello slalom gigante, a 26 centesimi dalla medaglia di bronzo conquistata dalla francese Tessa Worley; nella stessa stagione il suo miglior piazzamento in Coppa del Mondo fu il 2º posto (ultimo podio nel circuito) ottenuto, nella stessa specialità, a Špindlerův Mlýn alle spalle della tedesca Viktoria Rebensburg.
Prese ancora parte a una rassegna iridata, Schladming 2013, e a una olimpica, Soči 2014, in entrambi i casi senza concludere la prova di slalom gigante. Al termine della stagione 2013-2014 annunciò il suo ritiro dall'attività agonistica; la sua ultima gara in Coppa del Mondo fu lo slalom gigante conclusivo della stagione 2013-2014, a Lenzerheide il 16 marzo 2014, dove sciò indossando un costume tradizionale tirolese, mentre la sua ultima gara in carriera fu uno slalom gigante FIS disputato il 6 aprile seguente a San Vigilio, non completato dalla Karbon.

## Bilancio della carriera
Sciatrice dal fisico minuto e non particolarmente dotata dal punto di vista atletico, suppliva a tale lacuna con una notevole abilità tecnica. Nonostante numerosi infortuni, soprattutto ai legamenti delle ginocchia, ha ottenuto ottimi risultati nello slalom gigante, dovendo tuttavia, proprio a causa dei suddetti infortuni, praticare in maniera discontinua lo slalom speciale, specialità nella quale nei primi anni della carriera, fino al 2003, era riuscita a entrare dieci volte nelle migliori trenta in Coppa del Mondo, raggiungendo anche un 10º posto nel 2000 a Santa Caterina Valfurva. Dal 2006 aveva ripreso una partecipazione costante alle gare di Coppa del Mondo di questa specialità, partecipazione che si è di nuovo interrotta dopo il 2010, quando le condizioni fisiche non le hanno più consentito gli allenamenti e la partecipazione contemporanea a due specialità.

## Palmarès

### Mondiali
- 2 medaglie:
  - 1 argento (slalom gigante a Sankt Moritz 2003)
  - 1 bronzo (slalom gigante a Åre 2007)

### Mondiali juniores
- 1 medaglia:
  - 1 oro (slalom gigante a Pra Loup/Le Sauze 1999)

### Coppa del Mondo
- Miglior piazzamento in classifica generale: 10ª nel 2008
- Vincitrice della Coppa del Mondo di slalom gigante nel 2008
- 16 podi (tutti in slalom gigante):
  - 6 vittorie
  - 4 secondi posti
  - 6 terzi posti

#### Coppa del Mondo - vittorie
| Data             | Località        | Paese     | Specialità |
| ---------------- | --------------- | --------- | ---------- |
| 13 dicembre 2003 | Alta Badia      | Italia    | GS         |
| 27 ottobre 2007  | Sölden          | Austria   | GS         |
| 24 novembre 2007 | Panorama        | Canada    | GS         |
| 28 dicembre 2007 | Lienz           | Austria   | GS         |
| 5 gennaio 2008   | Špindlerův Mlýn | Rep. Ceca | GS         |
| 26 gennaio 2008  | Ofterschwang    | Germania  | GS         |

Legenda:

GS = slalom gigante

#### Coppa del Mondo - gare a squadre
- 1 podio:
  - 1 secondo posto

### Coppa Europa
- Miglior piazzamento in classifica generale: 41ª nel 2000
- 5 podi:
  - 3 secondi posti
  - 2 terzi posti

### Campionati italiani
- 11 medaglie[10]:
  - 4 ori (slalom gigante nel 2000; slalom speciale nel 2002; slalom gigante nel 2008; slalom gigante nel 2012)
  - 5 argenti (slalom gigante, slalom speciale nel 2003; slalom gigante nel 2004; slalom gigante nel 2010; slalom gigante nel 2011)
  - 2 bronzi (slalom gigante nel 2009; slalom speciale nel 2010)

## Riconoscimenti
- Atleta dell'anno FISI 2008
- Atleta altoatesina dell'anno 2003, 2006 e 2007[senza fonte]